# Petrarca Rugby 2014-2015
Questa voce raccoglie le informazioni riguardanti il Petrarca Rugby nelle competizioni ufficiali della stagione 2014-2015.

## Stagione
Estromesso per il terzo anno consecutivo dai play-off del campionato precedente, il Petrarca affronta la nuova stagione restando fuori dalle competizioni internazionali e si concentra sul campionato e sul Trofeo Eccellenza. Vengono confermati Andrea Moretti alla guida tecnica e Rocco Salvan come vice-allenatore.
La prima squadra si presenta ad inizio stagione profondamente rinnovata, hanno lasciato il club molti giocatori, tra i quali le prime linee Novak, Mercanti, Acosta, Staibano e Fazzari. Sono ben 15 i volti nuovi, e nelle dichiarazioni alla vigilia del campionato i vertici societari si dichiarano ottimisti. Tra i motivi di entusiasmo c'è la nomina a direttore generale di Vittorio Munari, che ritorna nel club dopo aver contribuito da dirigente negli ultimi anni ai trionfi del Benetton Treviso. Tra i nuovi arrivati vi sono il mediano di mischia Jeremy Su'a, quotato nazionale delle Samoa, il trequarti australiano Jacob Woodhouse ed il terza centro neozelandese Eru.

### Campionato
Malgrado i proclami e le aspettative, la stagione si rivela deludente per il rinnovatissimo Petrarca. Inizia il campionato in modo pessimo incassando tre sconfitte nelle prime tre partite, tra cui quella in casa contro il Viadana. Non riuscirà mai a risollevarsi e ad inserirsi nelle prime 4 posizioni valevoli per i play-off. Perde quasi tutti i confronti diretti con le migliori squadre, in particolare entrambi gli incontri con Viadana, Calvisano e Rovigo. Di rilievo la vittoria interna contro Mogliano e quella esterna con San Donà, che aveva comunque vinto a Padova all'andata. Le ultime flebili speranze di accedere ai play-off si spengono con l'inaspettata sconfitta interna alla penultima giornata contro la Lazio, terzultima nella graduatoria. In tale occasione, al termine della partita il tecnico Moretti annuncia di lasciare il Petrarca a fine stagione. La squadra chiude il campionato al 7º posto, la peggior posizione in classifica dal Super 10 2004-2005.

### Trofeo Eccellenza
Il Petrarca affronta il difficile primo turno del Trofeo Eccellenza nello stesso girone delle quotate Mogliano e San Donà. Dopo la vittoria a San Donà, cede di misura al Mogliano tra le mura amiche del Centro Sportivo Memo Geremia e passa al turno successivo come la migliore delle seconde classificate. Viene eliminato in semifinale perdendo seccamente dai campioni d'Italia del Calvisano, che si aggiudicheranno il trofeo battendo in finale Mogliano.

### Altre formazioni del Petrarca
Oltre alle consuete buone prestazioni delle formazioni giovanili del Petrarca, motivo di soddisfazione per la società è la squadra B seniores, che vince il proprio girone di serie C e viene promossa in serie B.